# Salvia shannonii
Salvia shannoni là một loài thực vật có hoa trong họ Hoa môi. Loài này được Donn.Sm. miêu tả khoa học đầu tiên năm 1893.